# Gran Premio di Francia 1994
Il Gran Premio di Francia 1994 è stata la 555ª gara mondiale nella storia della Formula 1.
Svoltosi il 3 luglio sul circuito di Magny-Cours si è conclusa con la vittoria di Michael Schumacher su Benetton seguito da Damon Hill e da Gerhard Berger.

## Pre-gara
• Torna in Formula 1 dopo oltre un anno di assenza Nigel Mansell alla guida della Williams.
• Jos Verstappen sostituisce JJ Lehto in Benetton.
• Jean-Marc Gounon viene assunto dalla Simtek al posto di Andrea Montermini.

## Qualifiche

### Risultati:[1]
| Pos                     | Nome                  | Squadra/Motore    | Tempo    | Distacco | Griglia |
| ----------------------- | --------------------- | ----------------- | -------- | -------- | ------- |
| 1                       | Damon Hill            | Williams-Renault  | 1:16.282 |          | 1       |
| 2                       | Nigel Mansell         | Williams-Renault  | 1:16.359 | +0.077   | 2       |
| 3                       | Michael Schumacher    | Benetton-Ford     | 1:16.707 | +0.425   | 3       |
| 4                       | Jean Alesi            | Ferrari           | 1:16.954 | +0.672   | 4       |
| 5                       | Gerhard Berger        | Ferrari           | 1:16.959 | +0.677   | 5       |
| 6                       | Eddie Irvine          | Jordan-Hart       | 1:17.441 | +1.159   | 6       |
| 7                       | Rubens Barrichello    | Jordan-Hart       | 1:17.482 | +1.200   | 7       |
| 8                       | Jos Verstappen        | Benetton-Ford     | 1:17.645 | +1.363   | 8       |
| 9                       | Mika Häkkinen         | McLaren-Peugeot   | 1:17.768 | +1.486   | 9       |
| 10                      | Heinz-Harald Frentzen | Sauber-Mercedes   | 1:17.830 | +1.548   | 10      |
| 11                      | Andrea De Cesaris     | Sauber-Mercedes   | 1:17.866 | +1.584   | 11      |
| 12                      | Martin Brundle        | McLaren-Peugeot   | 1:18.031 | +1.749   | 12      |
| 13                      | Olivier Panis         | Ligier-Renault    | 1:18.044 | +1.762   | 13      |
| 14                      | Ukyo Katayama         | Tyrrell-Yamaha    | 1:18.192 | +1.910   | 14      |
| 15                      | Éric Bernard          | Ligier-Renault    | 1:18.236 | +1.954   | 15      |
| 16                      | Pierluigi Martini     | Minardi-Ford      | 1:18.248 | +1.964   | 16      |
| 17                      | Mark Blundell         | Tyrrell-Yamaha    | 1:18.381 | +2.099   | 17      |
| 18                      | Christian Fittipaldi  | Footwork-Ford     | 1:18.568 | +2.286   | 18      |
| 19                      | Johnny Herbert        | Lotus-Mugen-Honda | 1:18.715 | +2.433   | 19      |
| 20                      | Érik Comas            | Larrousse-Ford    | 1:18.811 | +2.529   | 20      |
| 21                      | Michele Alboreto      | Minardi-Ford      | 1:18.890 | +2.608   | 21      |
| 22                      | Gianni Morbidelli     | Footwork-Ford     | 1:18.936 | +2.654   | 22      |
| 23                      | Alessandro Zanardi    | Lotus-Mugen-Honda | 1:19.066 | +2.784   | 23      |
| 24                      | David Brabham         | Simtek-Ford       | 1:19.711 | +3.429   | 24      |
| 25                      | Olivier Beretta       | Larrousse-Ford    | 1:19.863 | +3.581   | 25      |
| 26                      | Jean-Marc Gounon      | Simtek-Ford       | 1:21.829 | +5.547   | 26      |
| Vetture non qualificate |                       |                   |          |          |         |
| NQ                      | Bertrand Gachot       | Pacific-Ilmor     | 1:21.952 | +5.670   |         |
| NQ                      | Paul Belmondo         | Pacific-Ilmor     | 1:23.004 | +6.722   |         |

## Gara

### Cronaca
Al via Schumacher si porta in testa seguito da Hill, Mansell, Alesi e Berger. In pochi giri il tedesco e il suo rivale inglese staccano Mansell e i ferraristi, acquisendo un discreto vantaggio. Al secondo stop Schumacher, che fino ad allora rimane in testa, lascia la leadership a Hill, che si fermerà solo alcuni giri più tardi. Al 41º passaggio, poi, Barrichello e Alesi si toccano eliminandosi.
Il giro seguente anche Mansell abbandona per problemi meccanici. Al 44º passaggio Hill rientra ai box cedendo nuovamente la testa della corsa a Schumacher, che non abbandonerà più fino al termine. Il tedesco taglierà quindi il traguardo per primo, seguito da Hill, Berger, Frentzen, Martini e De Cesaris.

### Risultati
| Pos | N. | Pilota                | Costruttore       | Giri | Tempo/Ritiro                 | P. al via | Punti |
| --- | -- | --------------------- | ----------------- | ---- | ---------------------------- | --------- | ----- |
| 1   | 5  | Michael Schumacher    | Benetton-Ford     | 72   | 1:38:35.704                  | 3         | 10    |
| 2   | 0  | Damon Hill            | Williams-Renault  | 72   | +12.642                      | 1         | 6     |
| 3   | 28 | Gerhard Berger        | Ferrari           | 72   | +52.765                      | 5         | 4     |
| 4   | 30 | Heinz-Harald Frentzen | Sauber-Mercedes   | 71   | +1 giro                      | 10        | 3     |
| 5   | 23 | Pierluigi Martini     | Minardi-Ford      | 70   | +2 giri                      | 16        | 2     |
| 6   | 29 | Andrea De Cesaris     | Sauber-Mercedes   | 70   | +2 giri                      | 11        | 1     |
| 7   | 12 | Johnny Herbert        | Lotus-Mugen-Honda | 70   | +2 giri                      | 19        |       |
| 8   | 9  | Christian Fittipaldi  | Footwork-Ford     | 70   | +2 giri                      | 18        |       |
| 9   | 32 | Jean-Marc Gounon      | Simtek-Ford       | 68   | +4 giri                      | 26        |       |
| 10  | 4  | Mark Blundell         | Tyrrell-Yamaha    | 67   | +5 giri                      | 17        |       |
| 11  | 20 | Érik Comas            | Larrousse-Ford    | 66   | Motore                       | 20        |       |
| Rit | 3  | Ukyo Katayama         | Tyrrell-Yamaha    | 53   | Testacoda                    | 14        |       |
| Rit | 7  | Mika Häkkinen         | McLaren-Peugeot   | 48   | Motore                       | 9         |       |
| Rit | 2  | Nigel Mansell         | Williams-Renault  | 45   | Cambio                       | 2         |       |
| Rit | 27 | Jean Alesi            | Ferrari           | 41   | Collisione con R.Barrichello | 4         |       |
| Rit | 14 | Rubens Barrichello    | Jordan-Hart       | 41   | Collisione con J.Alesi       | 7         |       |
| Rit | 25 | Éric Bernard          | Ligier-Renault    | 40   | Cambio                       | 15        |       |
| Rit | 19 | Olivier Beretta       | Larrousse-Ford    | 36   | Motore                       | 25        |       |
| Rit | 8  | Martin Brundle        | McLaren-Peugeot   | 29   | Motore                       | 12        |       |
| Rit | 10 | Gianni Morbidelli     | Footwork-Ford     | 28   | Collisione con O.Panis       | 22        |       |
| Rit | 26 | Olivier Panis         | Ligier-Renault    | 28   | Collisione con G.Morbidelli  | 13        |       |
| Rit | 31 | David Brabham         | Simtek-Ford       | 28   | Trasmissione                 | 24        |       |
| Rit | 6  | Jos Verstappen        | Benetton-Ford     | 25   | Testacoda                    | 8         |       |
| Rit | 15 | Eddie Irvine          | Jordan-Hart       | 24   | Cambio                       | 6         |       |
| Rit | 24 | Michele Alboreto      | Minardi-Ford      | 21   | Motore                       | 21        |       |
| Rit | 11 | Alessandro Zanardi    | Lotus-Mugen-Honda | 20   | Motore                       | 23        |       |
| NQ  | 33 | Paul Belmondo         | Pacific-Ilmor     |      |                              |           |       |
| NQ  | 34 | Bertrand Gachot       | Pacific-Ilmor     |      |                              |           |       |

## Classifiche

### Piloti
| Pos | Pilota                | Punti |
| --- | --------------------- | ----- |
| 1   | Michael Schumacher    | 66    |
| 2   | Damon Hill            | 29    |
| 3   | Gerhard Berger        | 17    |
| 4   | Jean Alesi            | 13    |
| 5   | Rubens Barrichello    | 7     |
| 6   | Martin Brundle        | 6     |
| 6   | Nicola Larini         | 6     |
| 8   | Heinz Harald Frentzen | 5     |
| =   | Ukyo Katayama         | 4     |
| =   | Mika Häkkinen         | 4     |
| =   | Karl Wendlinger       | 4     |
| =   | Mark Blundell         | 4     |
| =   | Andrea De Cesaris     | 4     |
| =   | Pierluigi Martini     | 4     |
| 15  | Christian Fittipaldi  | 3     |
| 16  | David Coulthard       | 2     |
| 17  | Érik Comas            | 1     |
| =   | Michele Alboreto      | 1     |
| =   | Eddie Irvine          | 1     |
| =   | JJ Lehto              | 1     |

### Costruttori
| Pos | Team      | Punti |
| --- | --------- | ----- |
| 1   | Benetton  | 67    |
| 2   | Ferrari   | 36    |
| 3   | Williams  | 31    |
| 4   | Jordan    | 11    |
| 5   | McLaren   | 10    |
| =   | Sauber    | 10    |
| 7   | Tyrrell   | 8     |
| 8   | Minardi   | 5     |
| 9   | Footwork  | 3     |
| 10  | Larrousse | 1     |